# Hélie de Saint Marc
Pour les articles homonymes, voir Denoix de Saint Marc.
Élie Denoix de Saint Marc, dit Hélie Denoix de Saint Marc ou Hélie de Saint Marc,, né le 11 février 1922 à Bordeaux et mort le 26 août 2013 à La Garde-Adhémar (Drôme), est un résistant, écrivain et un officier de carrière de l'armée française, décoré des plus hautes distinctions militaires avec treize citations, ayant servi dans la Légion étrangère, en particulier au sein de ses unités parachutistes. Commandant par intérim du 1er régiment étranger de parachutistes, il prend part à la tête de son régiment au putsch des généraux en avril 1961 et il est condamné à dix ans de réclusion criminelle. Réhabilité dans ses droits en 1978, il est élevé à la dignité de grand-croix de la Légion d'honneur le 28 novembre 2011.

## Biographie

### Résistance et déportation
Hélie de Saint Marc est né au sein d'une famille de l'ancienne bourgeoisie périgourdine connue depuis le XVIIIe siècle. L'ancêtre de la famille est Pierre Denoix (1621-1693), maître-chirurgien à Campsegret, dans l'actuel département de la Dordogne.
Il bénéficie de l'éducation des Jésuites au lycée Saint-Joseph de Tivoli. Poussé par le directeur de son collège, le père Bernard de Gorostarzu, il entre dans la Résistance (réseau Jade-Amicol) en février 1941, à l'âge de dix-neuf ans après avoir assisté à Bordeaux à l'arrivée de l'armée et des autorités françaises d'un pays alors en pleine débâcle. Menacé d'être mobilisé pour le STO, il est arrêté le 14 juillet 1943 à la frontière espagnole à la suite d'une dénonciation, il est déporté au camp de concentration nazi de Buchenwald.
Envoyé au camp satellite de Langenstein-Zwieberge où la mortalité dépasse les 90 %, il frôle la mort à deux reprises au moins, mais bénéficie pour une première fois de l'aide d'un infirmier français qui parvient à obtenir des médicaments pour le soigner, et une seconde fois de la protection d'un mineur letton qui le sauve d'une mort certaine. Ce dernier partage avec lui la nourriture qu'il vole et assume l'essentiel du travail auquel ils sont soumis tous les deux. Lorsque le camp est libéré par les Américains, Hélie de Saint Marc gît inconscient dans la baraque des mourants. Il a perdu la mémoire et oublié jusqu’à son propre nom. Il est parmi les trente survivants d'un convoi qui comportait plus de 1 000 déportés.
Rattaché à la Promotion de l'École spéciale militaire de Saint-Cyr VEILLE AU DRAPEAU (1943) qui, repliée à Aix-en-Provence, n'a existé que très peu de temps, à l'issue de la Seconde Guerre mondiale, il intègre l'École militaire interarmes, promotion INDOCHINE

### La guerre d'Indochine
Hélie de Saint Marc part en Indochine française en 1948 avec la Légion étrangère, affecté au 4e REM puis au 3e REI. Il vit comme les partisans vietnamiens, apprend leur langue et parle de longues heures avec les prisonniers viêt-minh pour comprendre leur motivation et leur manière de se battre. Commandant de la Compagnie d’Intervention en Haute-Région, c'est-à-dire le Tonkin, il est en effet chargé de recruter, de former et de commander des partisans autochtones à la frontière avec la Chine : opération de contre-guérilla et protection des populations hostiles au Viet-Minh.
Affecté au poste-frontière de Tà Lùng (en), au milieu du peuple minoritaire Tho, il voit le poste qui lui fait face, à la frontière, pris par les communistes chinois. En Chine, les troupes de Mao viennent de vaincre les nationalistes et vont bientôt ravitailler et dominer leurs voisins vietnamiens. La guerre est à un tournant majeur. La situation militaire est précaire, l'armée française essuie de lourdes pertes. Après dix-huit mois, Hélie de Saint Marc et les militaires français sont évacués, comme quelques rares partisans, mais pas les villageois. « Il y a un ordre, on ne fait pas d'omelette sans casser les œufs », lui répond-on quand il interroge sur le sort de ceux qui restent sur place.
Son groupe est obligé de donner des coups de crosse sur les doigts des villageois et partisans voulant monter dans les camions. « Nous les avons abandonnés ». Les survivants arrivant à les rejoindre leur racontent le massacre de ceux qui avaient aidé les Français. Il appelle ce souvenir des coups de crosse sur les doigts de leurs alliés sa blessure jaune et reste très marqué par l'abandon de ses partisans vietnamiens sur ordre du haut-commandement.
Il retourne une seconde fois en Indochine en 1951, au 2e BEP (Bataillon étranger de parachutistes) basé à Hanoï, peu de temps après le désastre de la RC4, en octobre 1950, qui voit l'anéantissement du 1er BEP. Il commande alors ce bataillon la 2e CIPLE (Compagnie indochinoise parachutiste de la Légion étrangère) constitué principalement de volontaires vietnamiens. Son unité intervient dans l'ensemble des secteurs de l'Indochine française : la rivière Noire, bataille de Na San, plaine des Jarres, Nghia Lo, Tonkin, etc. Ce séjour en Indochine est l'occasion de rencontrer le chef de bataillon Raffalli, chef de corps du 2e BEP, l'adjudant Bonnin et le général de Lattre de Tassigny, chef civil et militaire de l'Indochine, qui meurent à quelques mois d'intervalle.
En 1953, Saint Marc est brièvement affecté au 11e régiment parachutiste de choc, service action du SDECE (services secrets français). Le secret défense interdisant toute communication sur les actions de ces unités, il n'existe aucune information sur ce passage, mais il est probable qu'il ait alors continué à servir en Indochine lors de cette période.
Il est affecté au 1er régiment étranger de parachutistes en 1954 et livre les derniers combats de la guerre près d’Haïphong, Tourane et Hué. Commandant de compagnie, il a sous ses ordres le lieutenant Jean-Marie Le Pen,. Le 1er REP est rapatrié et s'installe sur une base à Zéralda, dans les départements d'Algérie. Saint Marc, toujours commandant de compagnie, intervient dans tout le pays lors des premiers troubles marquant les débuts de la guerre d'Algérie.

### Crise du canal de Suez
En 1956, il participe avec le 1er REP à l'expédition de Suez.

### Guerre d'Algérie et putsch des généraux
Après les opérations de Suez, Hélie de Saint Marc, ainsi que son unité, reprennent leur action en Algérie, avant de devenir le directeur de cabinet du général Massu et officier de presse pendant la bataille d'Alger. De la torture systématisée par le gouvernement militaire qu'il représente, il la justifiera par la prévention des attentats en déclarant des années plus tard « accepter certains moyens condamnables pour éviter le pire ».
En avril 1961, il participe — à la tête du 1er régiment étranger de parachutistes qu'il commande par intérim — au putsch des généraux, recruté par le général Challe qui dirige le coup de force à Alger, et le général Gardy, ancien inspecteur de la Légion étrangère. Cette tentative de coup d'État échoue après quelques jours et Hélie de Saint Marc se constitue prisonnier.
Il explique devant le Haut Tribunal militaire, le 5 juin 1961, que sa décision de basculer dans l'illégalité était essentiellement motivée par la volonté de ne pas abandonner les harkis, recrutés par l'armée française pour lutter contre le FLN, et ne pas revivre ainsi sa douloureuse expérience indochinoise. Hélie de Saint Marc est condamné à dix ans de réclusion criminelle. Il passe cinq ans dans la prison de Tulle avant d'être amnistié par le président de Gaulle, et libéré le 25 décembre 1966,,

### Des années 1960 à sa mort
Après sa libération, il s'installe à Lyon avec l'aide d'André Laroche, le président de la Fédération des déportés, et commence une carrière civile dans l'industrie. Jusqu'en 1988, il fut directeur du personnel dans une entreprise de métallurgie.
En 1978, il est réhabilité dans ses droits civils et militaires.
En 1979 à 57 ans, il est fait commandeur de la Légion d'honneur, le 23 juin 1979, par le président de la République Valéry Giscard d'Estaing.
En septembre 1982, réintégré dans ses droits, il se voit restituer toutes ses décorations, par la volonté du président de la République François Mitterrand[réf. nécessaire].
En 1988, l'un de ses petits-neveux, l'éditeur Laurent Beccaria, écrit sa biographie, qui connaît un grand succès. Il décide alors d'écrire son autobiographie qu'il publie en 1995 sous le titre de Les champs de braises. Mémoires et qui est couronnée par le prix Fémina catégorie « Essai » et le prix Saint-Simon en 1996. Puis, pendant dix ans, Hélie de Saint Marc parcourt les États-Unis, l'Allemagne et la France pour y donner de nombreuses conférences. En 1998 et 2000, paraissent les traductions allemandes des Champs de braises (Asche und Glut) et des Sentinelles du soir (Die Wächter des Abends) aux éditions Atlantis.
En 2001, le Livre blanc de l’armée française en Algérie s'ouvre sur une interview de Saint Marc. D'après Gilles Manceron, c'est à cause de son passé de résistant déporté et d'une allure différente de l'archétype du « baroudeur » qu'ont beaucoup d'autres, que Saint Marc a été mis en avant dans ce livre,. Hélie de Saint Marc tirait des leçons de vie des multiples expériences de son existence chaotique et intense : « Il avait fait du Letton qui lui avait sauvé la vie à Langenstein, de son frère d'armes l'adjudant Bonnin mort en Indochine, du lieutenant Yves Schoen, son beau-frère, de Jacques Morin, son camarade de la Légion, des seigneurs et des héros à l'égal d'un Lyautey, d'un Bournazel, d'un Brazza. »
En 2002, il publie avec August von Kageneck — un ancien officier allemand de la Wehrmacht —, son quatrième livre, Notre Histoire, 1922-1945, un récit tiré de conversations avec Étienne de Montety, qui relate les souvenirs de cette époque sous la forme d'entretiens, portant sur leur enfance et leur vision de la Seconde Guerre mondiale.
En 2002 à 80 ans, il est fait grand officier de la Légion d'honneur, le 28 novembre 2002, par le président de la République Jacques Chirac, en même temps que le colonel Roger Ceccaldi, lui aussi putschiste du 22 avril 1961.
En 2011 à 89 ans, il est fait grand-croix de la Légion d'honneur, le 25 novembre 2011, par le président de la République Nicolas Sarkozy.
Il meurt le 26 août 2013. Ses obsèques sont célébrées le 30 août par Philippe Barbarin, cardinal-archevêque de Lyon, en la primatiale Saint-Jean de Lyon, concélébrées en particulier par l'abbé Jérôme Billioud (curé de l'église Saint-Denis-de-la-Croix-Rousse de Lyon) et le révérend père Louis-Marie de Geyer d'Orth, en présence du maire de Lyon, Gérard Collomb, du général d'armée Bertrand Ract-Madoux, chef d'état-major de l'armée de terre, représentant le ministre de la Défense Jean-Yves Le Drian, du préfet du Rhône, Jean-François Carenco, de l'ancien ministre et maire de Lyon, Michel Noir, de l'ancien ministre de la Défense, Charles Millon. Les honneurs militaires, durant lesquels le général Bruno Dary prononce son éloge funèbre, lui sont rendus sur la place Saint-Jean. Il est inhumé au cimetière de la Garde-Adhémar (Drôme), le 30 août,,.

## Décorations

### Rubans
|  |  |  |  |
|  |  |  |  |
|  |  |  |  |
|  |  |  |  |
|  |  |  |  |

### Intitulés
- grand-croix de la Légion d'honneur, en date du 25 novembre 2011 ;
- croix de guerre 1939-1945 avec 1 citation ;
- croix de guerre des TOE avec 8 citations ;
- croix de la Valeur militaire avec 4 citations ;
- médaille des évadés ;
- médaille de la résistance ;
- croix du combattant volontaire de la Résistance ;
- croix du combattant ;
- médaille coloniale avec agrafe « Extrême-Orient » ;
- médaille commémorative de la guerre 1939-1945 ;
- médaille de la déportation et de l'internement pour faits de Résistance ;
- médaille commémorative de la campagne d'Indochine ;
- médaille commémorative des opérations du Moyen-Orient (1956) ;
- médaille commémorative des opérations de sécurité et de maintien de l'ordre en Afrique du Nord (1958) avec agrafes « Algérie » et « Tunisie » ;
- insigne des blessés militaires (2) ;
- officier dans l'ordre du mérite civil Taï Sip Hoc Chau.

### Hommage posthume
Depuis le 15 mars 2015, une rue porte son nom à Béziers,. Une autre rue porte son nom à Bollène depuis 2019, date à laquelle elle remplace la rue du 19-Mars-1962.
Une avenue Hélie Denoix de Saint Marc avait été précédemment inaugurée, à Orange, le 6 décembre 2013.
Un des amphithéâtres de l'Institut catholique d'études supérieures (ICES) de La Roche-Sur-Yon fut renommé « amphithéâtre Hélie de Saint Marc ».
Le groupe Paris Violence a composé un morceau en hommage à Hélie de Saint Marc : Mon Commandant (CD Croisons le Fer, Islika Produktions/Trooper records, 2009).

## Ouvrages
- Les Champs de braises. Mémoires avec Laurent Beccaria, édition Perrin, 1995  (ISBN 2262011184), prix littéraire de l'armée de terre - Erwan Bergot et prix Renaissance des lettres[29] en 1995, prix Femina essai et prix Saint-Simon en 1996.
- Les Sentinelles du soir, édition Les Arènes, 1999  (ISBN 2912485029).
- Indochine, notre guerre orpheline, édition Les Arènes, 2000  (ISBN 2912485207).
- Notre histoire (1922-1945) avec August von Kageneck, conversations recueillies par Étienne de Montety, édition Les Arènes, 2002  (ISBN 2912485347).
- Die Wächter des Abends, Édition Atlantis, 2000  (ISBN 3932711513)[30].
- Asche und Glut. Erinnerungen. Résistance und KZ Buchenwald. Fallschirmjäger der Fremdenlegion. Indochina und Algerienkrieg. Putsch gegen de Gaulle, Édition Atlantis, 1998, 2003  (ISBN 3932711505)[31].
- Toute une vie ou Paroles d'Hélie de Saint Marc écrit en collaboration avec Laurent Beccaria, volume comprenant un CD audio d'émission radiophonique, édition Les Arènes, 2004  (ISBN 2912485770).
- La Guerre d'Algérie 1954-1962, avec Patrick Buisson, préface de Michel Déon (avec DVD), Albin Michel, 2009  (ISBN 222618175X).
- Lettre à la jeunesse d'Hélie de Saint Marc.
- L’Aventure et l’Espérance, édition Les Arènes, 2010  (ISBN 9782352040910).

## Documentaires
- Patrick Jeudy, Un homme d’honneur, produit par Françoise Castro, 52 min. France 2, la Cinquième et Planète. 1996.
- Alain de Sédouy, « Le dernier engagement » d’Hélie de Saint Marc Édition ECPAD, 2008.
- Georges Mourier, Servir ? – Hélie de Saint Marc, coll. Le choix des hommes, 52 min, Édition À l’image près, 2008  (EAN 377-0002154021).
- Secours de France, Hélie de Saint Marc témoin du siècle. Film de Marcela Feraru et Jean-Marie Schmitz, avec la participation de Jean Piat, 52 minutes, 2018.
- Chaîne YouTube "Investigations et Enquêtes". Il apparaît à la fin (de la 49e à la 52e min) du documentaire Le soldat et la mort